# ماثيو سكارليت
ماثيو سكارليت (بالإنجليزية: Matthew Scarlett)‏ هو لاعب كرة قدم أسترالية أسترالي، ولد في 5 يونيو 1979 في غيلونغ في أستراليا.

## وصلات خارجية
- ماثيو سكارليت على موقع AustralianFootball.com (الإنجليزية)
- ماثيو سكارليت على موقع AFLtables.com (الإنجليزية)